# Maria Els
Maria Els (* 5. März 1956 in Steinhöring) ist eine deutsche Juristin und Beamte des Freistaats Bayern. Sie war vom 1. Mai 2018 bis 31. Januar 2022 Regierungspräsidentin der Regierung von Oberbayern, Bayerns größter Bezirksregierung.

## Leben
Nach dem Studium der Sozialpädagogik an der Fachhochschule München und einem Jahr Berufstätigkeit folgte 1979 ein Studium der Rechtswissenschaften an der Ludwig-Maximilians-Universität in München und legte dort 1984 das erste Juristische Staatsexamen ab. Die zweite Juristische Staatsexamen legte sie 1987 ab. 1988 erfolgte der Eintritt in die Bayerische Innere Verwaltung. Seit 1997 war sie im Bayerischen Staatsministerium des Innern tätig. Von März 2013 bis Februar 2017 war Els dann als Regierungsvizepräsidentin von Oberbayern tätig, bevor sie die Leitung der Abteilung für Zentrale Angelegenheiten am Bayerischen Innenministerium übernahm. Am 1. Mai 2018 übernahm Maria Els das Amt der Regierungspräsidentin von Oberbayern von ihrer Vorgängerin Brigitta Brunner. Am 31. Januar 2022 wechselte sie in den Ruhestand.
Maria Els ist verheiratet und hat ein Kind.